# Sejny
Sejny [ˈsɛi̯nɨ] (litauisch Seinai, deutsch Seine) ist eine polnische Kleinstadt und Kreissitz des Powiat Sejneński im Nordosten der Woiwodschaft Podlachien. Die Stadt liegt inmitten der Sudauen-Seenplatte (Pojezierze Wschodniosuwalskie) am Fluss Marycha nahe der Grenze zu Litauen und dem Grenzübergang Ogrodniki.

## Geschichte
Die Stadt wurde zwischen 1593 und 1602 vom Adeligen Jerzy Grodziński als Zusammenschluss verschiedener Dörfer gegründet, von denen eines wohl bereits den Namen Sejny trug. Der vom Gründer vorgesehene neue Name Juriewo konnte sich nicht durchsetzen. Es entstand gleichzeitig die St.-Georgs-Kirche und nach dem Tod des kinderlosen Grodziński 1603 aus dessen gestiftetem Vermögen ein Dominikanerkloster. Das Städtchen, das sich zu einem Handelszentrum auf dem Weg nach Grodno zu entwickeln begonnen hatte, wurde in den Schwedenkriegen zwischen 1655 und 1660 fast völlig zerstört. Erst im 18. Jahrhundert setzte wieder ein bescheidener Aufschwung ein, 1770 wurde ein neues Rathaus gebaut, 1778 eine Synagoge, die von da an viele Juden nach Sejny führte.
Nach der endgültigen Zerschlagung der polnisch-litauischen Rzeczpospolita durch die Dritte Teilung Polens 1795 fiel die Stadt zunächst an Preußen, ab 1807 kurzzeitig Teil des Herzogtums Warschau, gehörte sie ab 1815 zum russischen Kongresspolen. Dennoch setzte eine wirtschaftliche Belebung ein, nicht zuletzt, weil 1818 der Bistumssitz aus Wigry nach Sejny verlegt worden war. In der zweiten Jahrhunderthälfte gingen infolge der russischen Repressionspolitik einige Privilegien verloren, es erfolgte auch kein Anschluss an das Eisenbahnnetz. Immerhin entstand 1885 die bis heute existierende prächtige Synagoge.
Während des Ersten Weltkriegs besetzten 1915 deutsche Truppen die Stadt. Nach deren Rückzug wurde Sejny am 8. Mai 1919 an den neuen litauischen Staat übergeben. Die ansässigen Polen waren mit dieser Entscheidung jedoch nicht einverstanden und erhoben sich am 23. August 1919 mit Waffengewalt im so genannten „Aufstand von Sejny“. Nach sechs Tagen waren die Litauer vertrieben und die Stadt wurde in den ebenfalls neuen polnischen Staat integriert. Während des Polnisch-Sowjetischen Krieges kehrten die Litauer jedoch mit Unterstützung der Bolschewiki zurück und besetzten kurzzeitig das Gebiet wieder (19. Juli 1920). Nach dem „Wunder an der Weichsel“ brach in der Region ein Polnisch-Litauischer Krieg aus, wobei der Vertrag von Suwałki vom 7. Oktober 1920 durch General Lucjan Żeligowski gebrochen wurde. Sejny blieb bei Polen, doch erst 1938 erkannte Litauen die neue Grenze offiziell an.
1925 wurde Sejny der Status als Kreisstadt (seit 1807) und als Bischofssitz entzogen. Im Jahr 2009 wurde der polnische Geistliche und Diplomat Jan Romeo Pawlowski zum Apostolischen Nuntius in Gabun und Kongo ernannt und zum Titularerzbischof von Sejny ernannt. Die Stadt wurde damit zum Titularsitz erhoben.
Im Zuge der sowjetischen Besetzung Ostpolens 1939 marschierte am 24. September 1939 die Rote Armee ein, die infolge des Deutsch-Sowjetischen Grenz- und Freundschaftsvertrages die Stadt am 13. Oktober an die deutsche Wehrmacht übergab. Während der beinahe fünfjährigen Besatzung wurde die jüdische Bevölkerung der Stadt von den deutschen Besatzungsbehörden aus dem Grenzgebiet vertrieben, die meisten später im von der deutschen Wehrmacht besetzten Litauen ermordet.
Am 31. August 1944 wurde die Region durch die Rote Armee von der deutschen Herrschaft befreit, und Sejny wurde wieder Teil Polens.
Von 1956 bis 1975 war es wiederum Kreisstadt, gehörte von 1975 bis 1998 zur Woiwodschaft Suwałki und ist seit 1999 wieder Kreisstadt.

## Bevölkerung
In Sejny gab es nie eine national homogene Bevölkerung. Die gesamte Region war im Mittelalter von baltischen Stämmen besiedelt. Später wanderten Polen und Juden ein. Im Jahre 1897 stellten letztere ungefähr die Hälfte der Einwohnerschaft.
Nach 1945 wurden verstärkt aus den Ostgebieten vertriebene Polen in der Gegend angesiedelt. Heute ist der Powiat Sejneński das Zentrum der litauischen Minderheit in Polen. Es gibt eine litauische Schule, ein Generalkonsulat sowie verschiedene kulturelle Einrichtungen wie die Zeitschrift Aušra (Morgenröte). Bei der letzten polnischen Volkszählung von 2002 bekannten sich 7,9 % der Stadtbevölkerung und 18,6 % in der Gmina Seiny zur litauischen Nationalität.

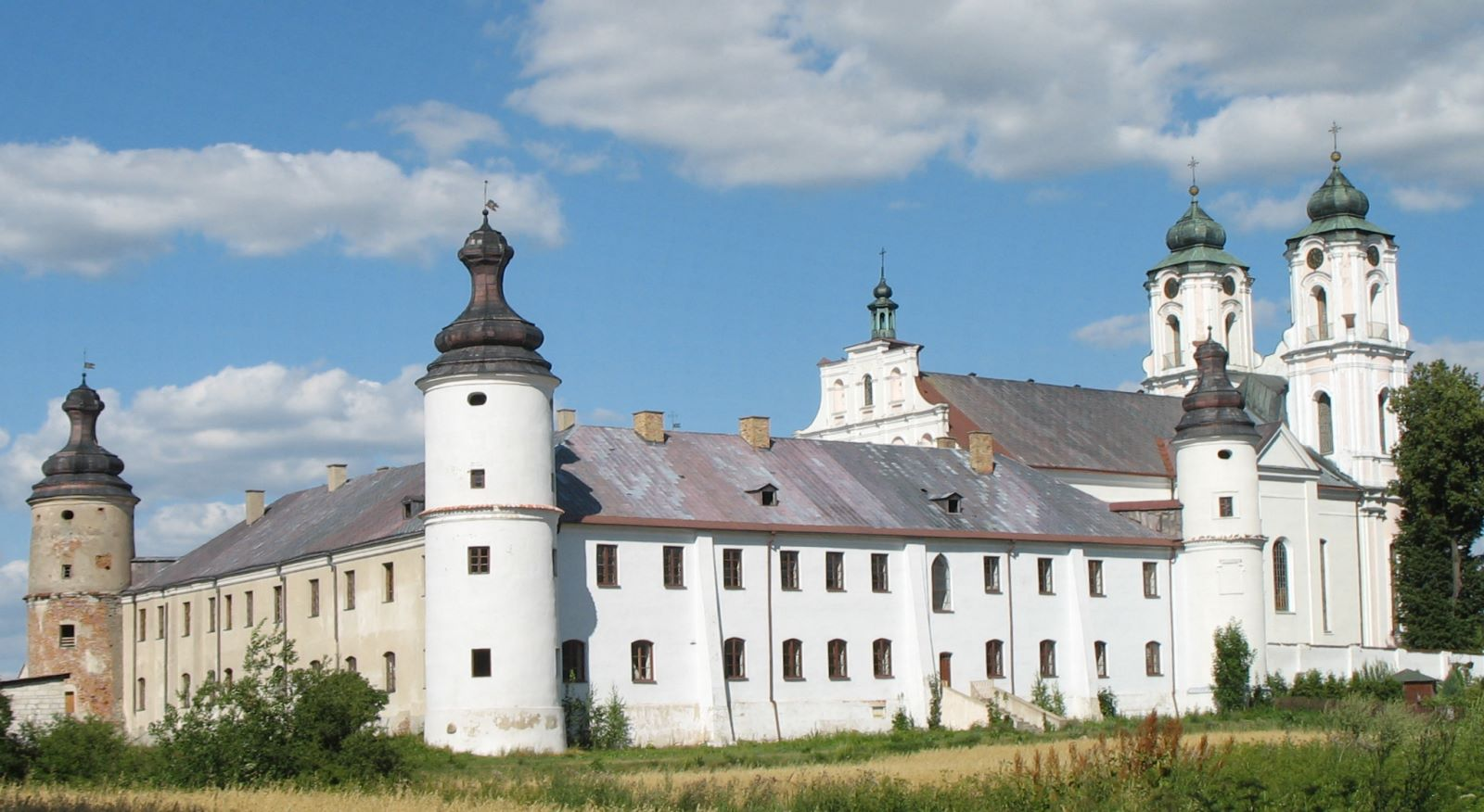
Sejny, Dominikanerkloster

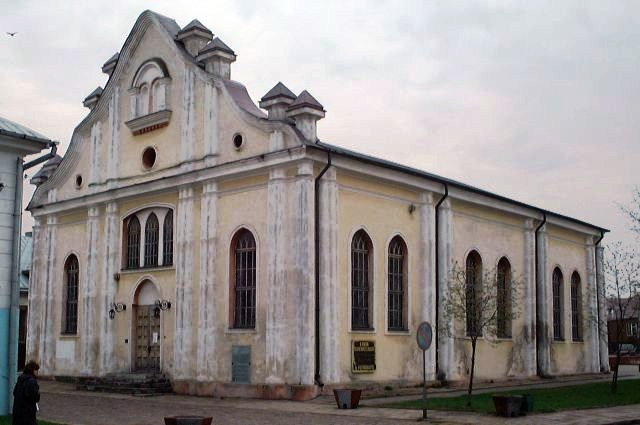
Sejny, Weiße Synagoge

## Kultur
In Sejny finden alljährlich verschiedene Jugend- und Kulturfestivals statt, u. a. ein Orgel- und ein Kindertheaterfestival. Überdies wird im Kulturzentrum Pogranicze (Grenzland) die gleichnamige renommierte Zeitschrift herausgegeben.

## Sehenswürdigkeiten
- Dominikanerkloster aus dem 17. Jahrhundert
- Mariä-Heimsuchungs-Kirche
- Synagoge
- Weiße Synagoge
- Neuer jüdischer Friedhof
- Rathaus
- Figur der „Muttergottes von Sejny“
- Denkmal von Antanas Baranauskas

## Persönlichkeiten
- Antanas Baranauskas (1835–1902), Bischof sowie litauisch und polnisch schreibender Dichter
- Jerzy Ignatowicz (* 1914), polnischer Jurist
- Erich Klapproth (1894–1945), von 1939 bis 1944 NSDAP-Kreisleiter und Gutsbesitzer in Sejny
- Henryk Kuczyński (1909–1991), polnischer Chemiker[4]
- Morris Rosenfeld (1862–1923), jiddischer Dichter
- Szymon Konarski (1808–1839), polnischer Freiheitskämpfer, geboren in Dobkiszki.

## Landgemeinde
Die Landgemeinde Sejny, zu der die Stadt Sejny selbst nicht gehört, hat eine Fläche von 218 km², auf der (Stand: 31. Dezember 2020) 3933 Menschen leben.